# Johan Åkerlund
Erik Johan Åkerlund, född 7 maj 1856 i Katarina församling i Stockholm, död 25 januari 1902 i Katarina församling i Stockholm, var en svensk genre- och landskapsmålare.
Johan Åkerlund var son till byggmästaren Erik Olof Åkerlund och Johanna Wennström. Han fick sin första utbildning i Slöjdskolan i Stockholm. Han studerade sedan på Kungliga Konstakademien 1878-1883 och fortsatte sedan studierna i Paris. 1891 deltog han i den pristävlan om utsmyckningen av Nationalmuseum, där Carl Larsson fick första pris. Pristagare var även Georg Pauli, Gotthard Werner och Johan Åkerlund som fick 500 kr för sex skisser till utsmyckning av nedre vestibulen.
Han ställde ut på Konstakademien 1885 med motiv från kusten av Normandie och med genremotiv i Föreningen för nordisk konsts utställning i Stockholm. Han medverkade i den nordiska konstutställningen i Köpenhamn 1888 och i en Göteborgsutställning 1891 samt Svenska konstnärernas förenings utställning i Stockholm 1899. 
Hans konst består huvudsakligen av genremotiv och landskapsskildringar. Åkerlund finns representerad vid bland annat Nationalmuseum i Stockholm och Linköpings museum.
Åkerlund var gift med konstnären Pauline Åkerlund (1857–1908), far till konstnären Eva Johanna Åkerlund och hennes tvillingbror professor Åke Åkerlund, födda 1887, samt farfar till vissångaren och konsthantverkaren Birgit Åkerlund-Littorin.

## Galleri

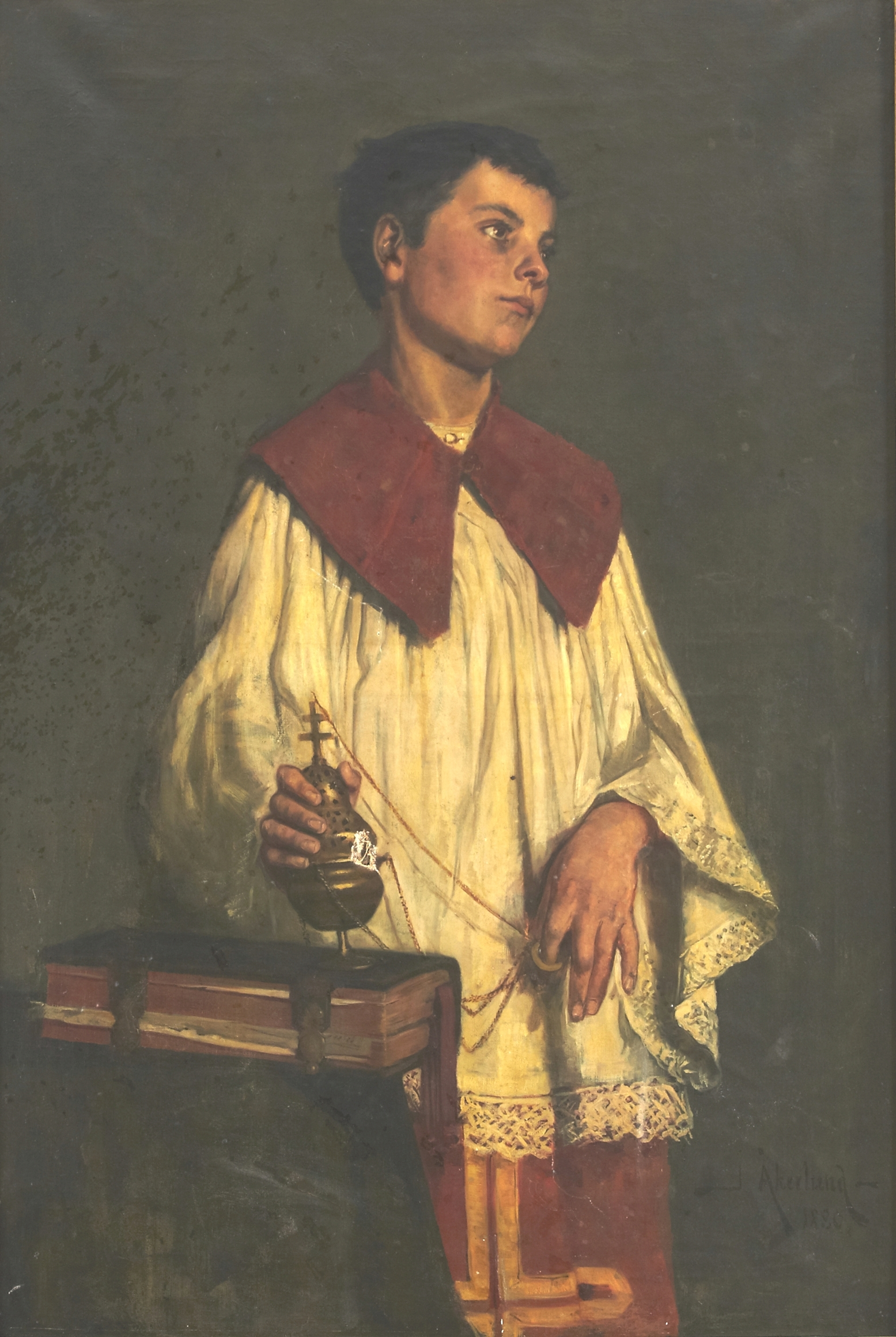
Korgosse, (1880).